# Spilosoma infernalis
Spilosoma infernalis là một loài bướm đêm thuộc phân họ Arctiinae, họ Erebidae.